# Anca Muscholl
Anca Muscholl (Bucareste, 1967) é uma matemática e cientista da computação romeno-alemã, conhecida por seu trabalho em verificação formal, verificação de modelos e lógica de duas variáveis. É pesquisadora do Laboratoire Bordelais de Recherche en Informatique (LaBRI), professora da Universidade de Bordeaux e ex-membro júnior do Instituto Universitário da França.

## Formação e carreira
Muscholl nasceu em Bucareste, indo para a Alemanha como refugiada adolescente em 1984, e ganhou o primeiro lugar em duas competições nacionais alemãs de matemática, o Bundeswettbewerb Mathematik em 1985 e 1986. Obteve um mestrado na Universidade Técnica de Munique, e completou um doutorado na Universidade de Stuttgart em 1994, com a tese Über die Erkennbarkeit unendlicher Spuren, orientada por Volker Diekert e publicada pela Teubner em 1996. Também obteve a habilitação na Universidade de Stuttgart in 1999.
Depois de se tornar professora na Universidade Paris VII em 1999, foi para a Universidade de Bordeaux em 2006.

## Reconhecimento
Muscholl foi membro júnior do Instituto Universitário da França de 2007 a 2012. Ganhou a Medalha de Prata do CNRS em 2010.